# Darryl Maggs
Darryl John Maggs (Saskatoon, 6 aprile 1949) è un ex hockeista su ghiaccio canadese.
Nel corso della carriera ha giocato in National Hockey League e nella World Hockey Association.

## Carriera
Maggs si mise in luce a livello giovanile nella stagione 1968-1969 con i Calgary Centennials, formazione della WCHL. In occasione dell'NHL Amateur Draft 1969 fu scelto durante il quarto giro in quarantottesima posizione assoluta dai Chicago Blackhawks. Dopo la scelta al Draft decise di restare a Calgary un altro anno per frequentare l'università.
Dopo una stagione nel 1970 Maggs entrò nell'organizzazione dei Blackhawks e fu mandato in Central Hockey League presso il farm team dei Dallas Black Hawks, conquistando al termine della stagione una nomination per il Second All-Star Team. Nell'estate del 1971 fu invitato al camp estivo di Chicago dove venne impiegato nel ruolo di ala destra. Esordì in NHL nella stagione 1971-72 disputando oltre 60 partite, mentre all'inizio della stagione successiva fu ceduto in uno scambio ai California Golden Seals.
Nell'estate del 1973 Maggs lasciò la NHL per approdare nella World Hockey Association e fece ritorno a Chicago per giocare con i Cougars, squadra che nel 1974 raggiunse le finali dell'Avco World Trophy. Al momento dello scioglimento della franchigia, avvenuto nel 1975, Maggs così come molti altri compagni di squadra passò ai Denver Spurs, squadra all'esordio in WHA.  La formazione tuttavia si sciolse a metà stagione nonostante il trasferimento a Ottawa dove erano diventati i Civics.
Nelle stagioni successive proseguì la sua carriera in WHA con gli Indianapolis Racers, meritando nel 1977 il First All-Star Team, e con i Cincinnati Stingers. Dopo una breve esperienza in Germania Ovest Maggs cercò di riconquistare un posto in NHL con i Toronto Maple Leafs, tuttavia dopo un try-out a metà della stagione 1979-80 non fu confermato e decise di ritirarsi.

## Palmarès

### Individuale
- CHL Second All-Star Team: 1

1970-1971
- WHA First All-Star Team: 1

1976-1977